# Athletic Model Guild

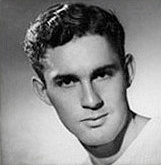
Retrato de Bob Mizer, fundador de la AMG

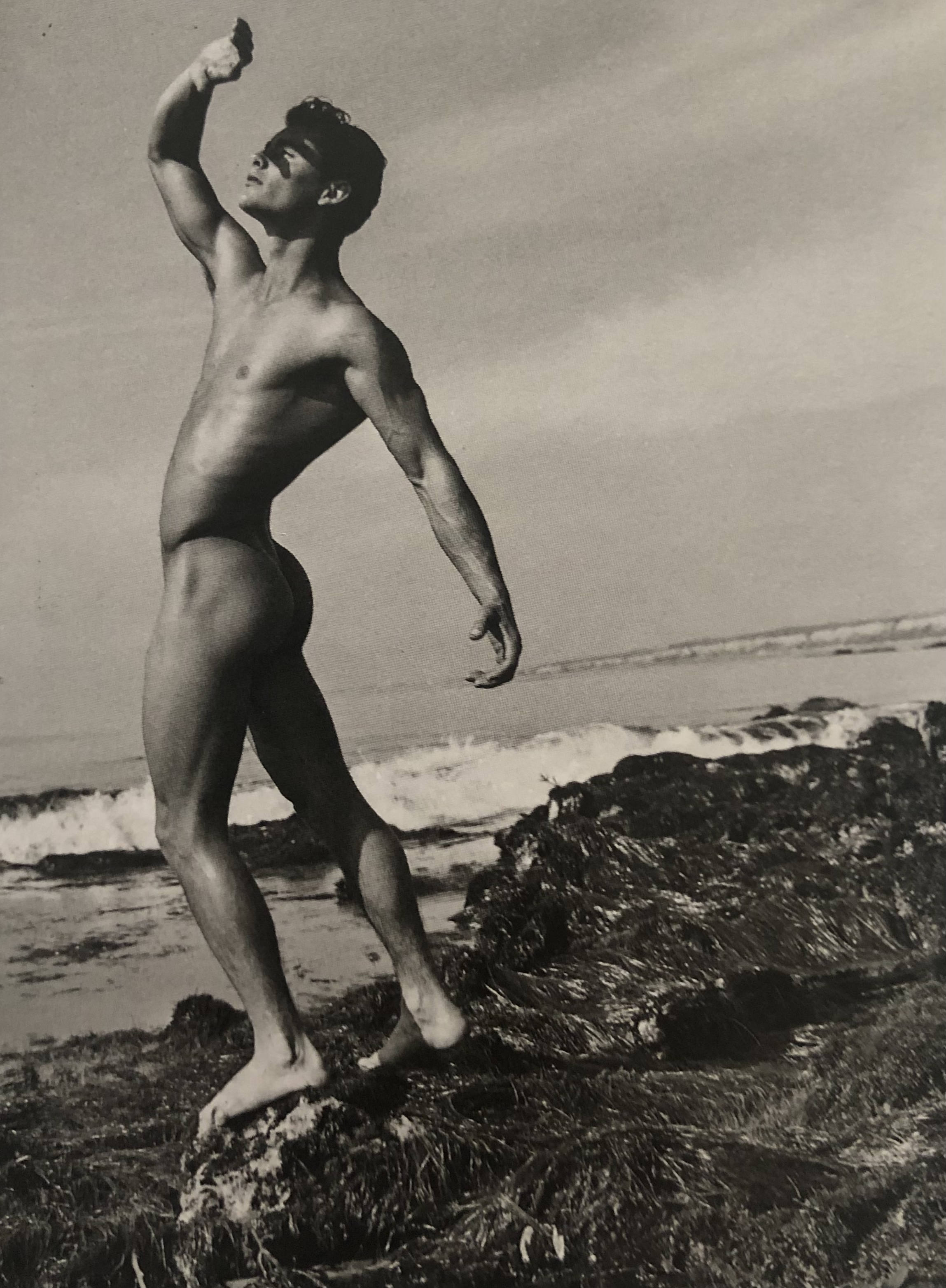
Forrester Millard fue uno de los modelos de la AMG

La empresa Athletic Model Guild, o AMG, fue una compañía dedicada a la producción y distribución de material fotográfico y cortometrajes, cuyo principal objetivo fue la divulgación de imágenes del cuerpo masculino, en especial del desnudo masculino.
Fue fundada por el pionero de la pornografía gay Bob Mizer en diciembre de 1945. Durante los años de postguerra, la censura de los Estados Unidos permitía a las mujeres, pero no a los hombres, aparecer en diferentes estados de desnudez, bajo el adjetivo de "fotografías artísticas". Mizer comenzó su negocio tomando fotografías de hombres que conocía, tanto gais como heterosexuales. A menudo sus imágenes, bajo la excusa de proclamar los beneficios del ejercicio físico, mostraban una alta carga homoerótica.

## Historia
La mayoría de las primeras fotografías y filmaciones de AMG contenían un erotismo que iba dirigido mayoritariamente al público gay. La fórmula consistía en imágenes de jóvenes en poses culturistas, o en imágenes de lucha por parejas. A menudo los argumentos de estas filmaciones eran totalmente aleatorios y solo servían como pretexto para sortear la censura sobre las imágenes del cuerpo masculino.
Mizer fue llevado varias veces a juicio, bajo acusaciones de obscenidad, uso de drogas y prostitución. Supuestamente, los modelos de la AMG habrían ganado un poco de dinero extra prostituyéndose, pero Mizer declaró enérgicamente que no era asunto suyo lo que los modelos hacían en su tiempo libre. A pesar de algún contratiempo judicial, AMG sobrevivió a sus numerosos juicios. 
El material de la AMG (vendido en forma de fotografías, revistas y cortos) fue evolucionando, desde imágenes en las que los genitales eran ocultados, hasta que, tras el cambio de la legislación estadounidense, los modelos se mostraban totalmente desnudos. Mizer usó en su revista, Physique Pictorial, los dibujos de artistas como George Quaintance o Tom of Finland, a veces en las portadas.
Numerosos culturistas y actores posaron para Mizer y sus compañeros de la AMG. Se estima que alrededor de 10 000 hombres lo hicieron en algún momento. El culturista y exgobernador de California, Arnold Schwarzenegger posó para la AMG de Mizer en 1975.
La película de 1998 Beefcake dirigida por Thom Fitzgerald, combina el documental con la dramatización en un intento de contar la historia de Mizer y de la AMG.

## Cronología
- 1943: Bob Mizer posa desnudo para las pruebas de luz del fotógrafo Fred Kovert en Hollywood.
- 1945: Bob Mizer funda los AMG Studios en Los Ángeles.
- 1946: Forrester Millard se convierte en el primer modelo catalogado de la AMG.
- 1947: Bob Mizer pasa seis meses en la Saugus Prison Farm por distribuir imágenes de desnudos masculinos frontales a través del Servicio Postal de los Estados Unidos.
- 1951: Primer número de Physique Photo News (precursora de Physique Pictorial) publicada en mayo.
- 1951: Physique Photo News se convierte en Physique Pictorial en noviembre.
- 1953: Bob Mizer viaja a Europa y fotografía modelos.
- 1957: 1000 Model Directory, es lanzado como un catálogo de todos los antiguos modelos de la AMG.
- 1963: AMG publica la revista Young Adonis.
- 1966: Grecian Guild Studio Quarterly lanza el catálogo de modelos de la AMG.
- 1967: Mizer descubre a Joe Dallesandro, que alcanza la fama trabajando para Andy Warhol, y lo filma desnudo en el estudio de la AMG.
- 1968: Las leyes sobre obscenidad se revisan y permiten los desnudos masculinos frontales.
- 1973: Inside AMG, documental sobre el estudio.
- 1975: El futuro gobernador de California y por aquel entonces culturista Arnold Schwarzenneger, posa para Mizer.[2]
- 1980: Mizer experimenta con la nueva tecnología del vídeo.
- 1982: Gay Sunshine Press publica Physique: A Pictorial History of Athletic Model Guild.
- 1987: En Francia se publica Athletic Model Guild: 160 Garçons Americans de Ralf Marsault.
- 1990: Campfire Films produce el primero de los cinco documentales sobre el estudio, titulado Fantasy Factory.
- 1992: Bob Mizer muere de un paro cardíaco en un hospital de Los Ángeles.
- 1992: Joe, el hermano de Bob, único heredero de la AMG, muere y la colección pasa al amigo de Mizer, Wayne Stanley.
- 1994: Stanley cierra las puertas de la compañía en Los Ángeles y lleva a la AMG al norte de California.
- 1997: Taschen publica The Complete Physique Pictorial, en tres volúmenes, reeditando la revista entre los años 1951 y 1990.
- 2004: Un antiguo fotógrafo de Falcon Studio, Dennis Bell, se hace con los archivos de la AMG.
- 2004: AMG lanza su primera publicación tras 12 años, Best Size 35.
- 2005: Bell lanza la primera película hardcore de la AMG, AMG Resurrection, con Jason Adonis.
- 2006: AMG lanza AMG Brasil, dedicada a la producción hardcore en Brasil.
- 2009: TASCHEN Books lanza Bob's World: The Life and Boys of AMG's Bob Mizer, editado por Dian Hanson.
- 2010: AMG crea la "Bob Mizer Foundation", dedicada a la preservación del legado de Bob Mizer.

## Filmografía
- Deluge (2006)
- Suruba: Primal Urge (2006)
- Gêmeos (2006)
- Suruba: Bronze (2006)
- Fazenda (2006)
- Suruba: Tropicus (2006)
- Suruba: Pecado (2006)
- Paraíso (2007)
- Carioca: Sarado (2007)
- Suruba: Piroca (2007)
- Amazônia: Capture (2007)
- Amazônia: Release (2007)
- Suruba: Agua (2008)
- Carnaval (2008)
- Suruba: Azul (2008)